# Majasaari (ö i Vaajakoski)
Majasaari är en ö i norra delen av Päijänne i Finland. Den ligger i sjön Päijänne och i kommunen Jyväskylä i Vaajakoski i den ekonomiska regionen  Jyväskylä och landskapet Mellersta Finland, i den södra delen av landet, 230 km norr om huvudstaden Helsingfors. Öns area är 2,7 hektar och dess största längd är 290 meter i nord-sydlig riktning.  Det finns naturskyddsområde i hela ön.